# Erton Fejzullahu
Erton Fejzullahu (født 13. marts 1988 i Kosovo, Jugoslavien) er en svensk fodboldspiller, af albansk afstamning. Han spiller angriber for Kalmar FF.

## Spillerkarriere
Fejzullahu blev hentet til F.C. København på en 3-årig kontrakt fra den svenske 4. divisionsklub Högadals IS i efteråret 2005, men opnåede kun at spille kampe på Kjøbenhavns Boldklubs ungdomshold (FCK's reservehold) i 2. division. I 2006 blev han således udlejet til den svenske fodboldklub Mjällby AIF, indtil den 31. december 2007.
Han vendte i januar 2008 tilbage til F.C. København, hvor han blev udtaget til F.C. Københavns trup i forbindelse med det årlige nytårsstævne i indendørs fodbold for Superliga-klubber. Ved stævnet gjorde han sig bemærket med flere scoringer. Han skiftede i 2009 til NEC Nijmegen i Holland. Randers FC lejede i januar 2011 Erton Fejzullahu i et halvt år.

## Landshold
Fejzullahu nåede fem kampe og tre mål for Sveriges landshold. Han fik sin debut den 23. januar 2013, i en kamp som endte 1-1 hvor Fejzullahi scorede. Senere skiftede han landshold og har siden da repræsenteret Kosovo.

## Personlige liv
Fejzullahu kom til Sverige som 3-årig og voksede op i byen Karlshamn. Han har pas fra Kosovo, Albanien og Sverige.